# Cécité d'inattention
La cécité d'inattention (traduction la plus fréquente de l'expression anglaise inattentional blindness) est le fait d'échouer à remarquer un stimulus pourtant parfaitement visible. Ce stimulus est généralement inattendu, mais il devrait cependant être perçu. Le phénomène se produit typiquement parce que trop d'éléments mobilisent déjà l'attention de l'observateur. De nombreuses expériences ont permis de mettre en évidence ce phénomène, qui a d’importantes conséquences pratiques, en particulier dans le domaine de la sécurité routière.

## Expériences mettant en évidence la cécité d'inattention
L'expression inattentional blindness fut créée par Arien Mack et Irvin Rock en 1992, et utilisée comme titre de leur livre, publié par MIT Press en 1998, dans lequel ils relataient la découverte de ce phénomène et les procédures expérimentales le mettant en évidence.

### Le test du gorille invisible
L'étude la plus connue démontrant la cécité d'inattention est l'épreuve du gorille invisible, qui fut menée par Daniel Simons, de l'université de l'Illinois, et par Christopher Chabris, de l'université Harvard. Au cours de cette étude (une version améliorée d'épreuves conçues par Ulric Neisser, Neisser et Becklen en 1975), on demande à des sujets d'observer une courte vidéo durant laquelle deux équipes, portant des maillots noirs ou blancs, se livrent à des passes de basketball. Les sujets doivent compter les passes faites par une des équipes, ou encore distinguer le nombre de passes aériennes de celles comportant un rebond. Durant les échanges, une femme déguisée en gorille traverse la scène. Après qu'ils ont exécuté leur tâche, on demande aux sujets s'ils ont remarqué quelque chose sortant de l'ordinaire. Dans la plupart des groupes testés, 50 % des sujets n'ont pas remarqué le gorille. Cet échec est attribué à la mobilisation entière de l'attention à exécuter une tâche difficile, et indique que la relation entre les objets apparaissant dans le champ visuel et leur perception dépend de l'attention de façon bien plus importante qu'on ne l'estimait auparavant.
L'étude de Simons et Chabris fut réutilisée par la télévision britannique dans le cadre d'une campagne de sensibilisation des automobilistes aux dangers d'une non-perception des cyclistes due à la cécité d'inattention. Dans les messages de cette campagne, le gorille était remplacé par un ours dansant.

### L'expérience de la croix rouge virtuelle
Une autre expérience fut conduite par Steven Most, Daniel Simons, Christopher Chabris et Brian Scholl. Des lettres T et L noires et blanches se déplacent au hasard sur un écran d'ordinateur ; on demande aux sujets de l'expérience de compter les noires et d'ignorer les blanches (ou vice-versa). Après qu'ils ont fait plusieurs essais, une croix rouge apparaît et traverse l'écran, restant visible durant 5 secondes. Bien que la croix diffère des lettres par la forme et par la couleur, environ un tiers des participants ne la remarquèrent pas,.

### L'expérience du clown sur un monocycle
Une expérience intéressante, conduite par Ira Hyman (en), S. Matthew Boss, Breanne M. Wise, Kira E. Mckenzie et Jenna M. Caggiano à l'université Western Washington, a montré que l'utilisation d'un téléphone portable peut amener à des phénomènes de cécité de l'attention, même pour une tâche aussi routinière que la marche. Pour cette étude, les participants étaient divisés en quatre groupes ; chaque groupe faisait la même promenade, durant laquelle ils étaient à un moment rejoints par un clown très coloré, monté sur un monocycle. Selon les groupes, ils parlaient au téléphone, écoutaient un MP3, discutaient avec un compagnon, ou marchaient seuls. L'étude a montré que les participants engagés dans une conversation téléphonique étaient les moins susceptibles de remarquer le clown.

### Cécité en dépit de la fixation du regard
Daniel Memmert a construit une expérience, basée sur le test du gorille invisible, montrant qu'il est possible de regarder directement un objet, et néanmoins de continuer à ne pas le percevoir.
Les participants étaient des enfants entre 7 et 8 ans. Un film montrant un match de basket leur était projeté sur un grand écran (3,2 m X 2,4 m) situé à 6 mètres d'eux ; la consigne était de ne regarder que les joueurs en maillot noir et de compter leurs passes. Durant la vidéo, un acteur en costume de gorille traversait la scène. Les saccades oculaires des participants étaient enregistrées, puis ils devaient répondre à un questionnaire
Seuls 40 % des participants avaient remarqué le gorille, mais il n'y avait pas de différence significative dans la précision du compte des passes entre ceux qui l'avait remarqué et les autres. L'analyse des mouvements oculaires montra qu'il n'y avait pas non plus de différence dans le temps passé à regarder les joueurs (blancs ou noirs) entre les deux groupes. Cependant, les 60 % des participants n'ayant pas remarqué le gorille avait passé en moyenne 25 images (environ une seconde) à le fixer, bien qu'ils ne l'aient pas perçu.

### Les effets de l'expertise
Une autre expérience menée par Daniel Memmert a testé les effets de différents niveaux d'expertise sur la cécité d'inattention.
Les participants formaient 6 groupes : des adultes experts en basketball ayant en moyenne 12 ans d'expérience, des experts juniors ayant en moyenne 5 ans d'expérience, des enfants ayant pratiqué le jeu durant deux ans en moyenne, et trois groupes de contrôle, novices ayant les mêmes âges que les groupes d'experts respectifs. Ces participants observaient la même vidéo du gorille invisible que précédemment, avec comme consigne de ne s'intéresser qu'aux joueurs en blanc, et de compter les passes entre eux.
L'expérience a montré que les experts ne comptaient pas mieux le nombre de passes que les novices, mais que les adultes étaient plus précis que les juniors et les enfants. En revanche, un pourcentage bien plus élevé d'experts remarquèrent le gorille : 62 % des experts adultes et 60 % des juniors le virent, alors que seuls 38 % des adultes et 35 % des juniors novices y parvinrent ; de plus, aucun enfant novice ne le remarqua, et seulement 18 % des enfants ayant deux ans de pratique le virent. Ces résultats suggèrent que l'âge et l'expérience ont un effet significatif sur la cécité d'inattention, même si cet effet est négligeable quand on passe de 5 à 12 ans d'expérience.

### Perception et cécité d'inattention
En 1995, Kenneth M. Conley, officier de police de Boston, fut mis en accusation pour avoir prétendu n'avoir pas vu un incident de brutalité policière survenu à quelques pas de lui alors qu'il pourchassait un suspect, et condamné pour faux témoignage. Certains experts envisagèrent qu'il ait réellement pu être passé à côté sans le voir, considérant l'histoire comme un exemple de « cécité d'inattention ». En 2011, Christopher Chabris et Daniel Simons mirent en scène une reproduction de cet incident, dans une expérience menée avec leurs étudiants. Ils demandèrent à ceux-ci de courir durant 3 minutes autour du campus, en se concentrant sur le maintien d'une distance constante entre eux, et en comptant le nombre de fois où ils essuyaient leur transpiration. Les étudiants rencontraient sur leur parcours une fausse bagarre mise en scène par des acteurs. Lorsque la course avait lieu de nuit (dans les mêmes conditions d'éclairage que lors de l'incident mettant en jeu Conley), la plupart des étudiants ne remarquaient pas la bagarre, et ils étaient encore 40 % à ne pas la remarquer lors de courses diurnes.
Simons explique qu'on ne peut assurer que Conley n'ait réellement pas vu la bagarre lors de sa poursuite du suspect, mais que ces expériences montrent à tout le moins qu'il est possible de ne pas voir quelque chose d'aussi évident, simplement à cause d'une attention concentrée sur une autre tâche ; ces expériences rendent plausibles la non-perception, due à la cécité d'inattention, de scènes parfaitement visibles, lorsque l'attention est déjà saturée.

## Facteurs de la cécité d'inattention
Les recherches qui ont été faites sur la cécité d'inattention montrent que quatre facteurs interviennent dans ce phénomène : la remarquabilité, la charge cognitive, l'anticipation, et la capacité d'attention.

### Remarquabilité
La remarquabilité (en anglais, conspicuity) est la capacité d'un objet à attirer l'attention, et en particulier à être aisément visible. On distingue la remarquabilité sensorielle et la remarquabilité cognitive, liées respectivement aux propriétés physiques de l'objet, telle que sa couleur ou sa luminosité, et à la familiarité de l'observateur avec l'objet, comme l'aisance avec laquelle on reconnait son propre nom ; l'effet cocktail party est un autre exemple de remarquabilité cognitive. La cécité d'inattention se produit d'autant plus facilement que la remarquabilité est faible.

### Charge cognitive
La charge cognitive est la quantité d'attention consciente mobilisée sur une ou plusieurs tâches. Lorsqu'elle est trop élevée, elle peut aisément amener à des phénomènes de cécité d'inattention, comme lorsqu'on conduit en parlant en même temps au téléphone. Mais une charge cognitive trop faible peut également amener au même phénomène : lorsque quelqu'un accomplit une tâche routinière, il tend à se mettre en pilotage automatique, pouvant manquer alors certains détails cruciaux et cesser de percevoir son environnement.

### Anticipation
Le fait de s'attendre à ce que certaines choses se produisent tend à bloquer la perception d'autres possibilités, et peut conduire à une cécité d'inattention. L'expérience familière de la recherche d'un objet qu'on croit avoir posé à un endroit donné et qu'on ne retrouve plus, alors qu'il est parfaitement visible, mais un peu à côté, est caractéristique. Ce type de cécité d'inattention survient plus facilement chez les « experts » d'une situation donnée, parce que ceux-ci savent à quoi s'attendre en général, et risquent de manquer d'importants détails qu'ils n'ont pas anticipés.

### Capacité d'attention
La capacité d'attention mesure la quantité d'attention nécessaire pour accomplir une tâche. Ainsi, un pianiste expert peut jouer un morceau simple sans y penser (en pilotage automatique, en quelque sorte), là où un débutant devra penser consciemment à chaque touche qu'il frappe. Cette capacité est diminuée par les drogues, l'alcool, la fatigue et l'âge. Plus la capacité d'attention est grande, moins il y a de risque de cécité d'inattention.

## Conséquences pratiques
La cécité d'inattention joue certainement un rôle dans de nombreux accidents de circulation. La zone de collecte d'informations dans le champ de perception se modifie au cours de l'apprentissage, puis de l'expérience. Chabris et Simons se sont en particulier penché sur les accidents mettant en jeu une moto, dans des environnements où elles sont assez peu nombreuses, et concluent que les conducteurs parlant de motos surgissant de nulle part n'affabulent pas, mais ont été victimes de leur anticipation erronée (ils s'attendaient seulement à l'approche de voitures). Des accidents plus graves encore correspondent plutôt à un excès d'expertise : à plusieurs reprises, des pilotes d'avions en approche n'ont littéralement pas vu des avions (qui n'auraient pas dû se trouver là) roulant doucement sur leur piste d'atterrissage ; dans un cas au moins, les conséquences furent tragiques. Chabris et Simons se demandent si le célèbre incident du Ehime Maru ne serait pas dû, lui aussi, à la cécité d'inattention.
La cécité d'inattention est exploitée par les illusionnistes sous le nom de détournement d'attention : certains tours de magie reposent sur le détournement de l'attention des spectateurs, les empêchant de percevoir les manipulations du magicien.